# 京急東神奈川駅
京急東神奈川駅（けいきゅうひがしかながわえき）は、神奈川県横浜市神奈川区東神奈川一丁目にある、京浜急行電鉄（京急）本線の駅である。駅番号はKK35。

## 歴史
- 1905年（明治38年）12月24日 - 中木戸駅（なかきどえき）として開業。当時は地上駅だった[2]。
- 1910年（明治43年）8月 - 横浜鉄道（現JR横浜線）の貨物線（現在廃線）を敷く際に高架駅となった[2]。
- 1915年（大正4年） 仲木戸に改称（改称された日は不明）[2]。
- 1936年（昭和11年）12月 - 待避設備が新設され、急行の待避を開始。だがそれは戦時中に撤去される[2]。
- 1945年5月29日 - 横浜大空襲で駅舎とともに焼失。
- 1957年（昭和32年）7月 - 駅舎を地上部に復旧。
- 1971年（昭和46年）2月 - ホーム有効長を6両編成対応に延長。
- 2004年（平成16年） - ペデストリアンデッキに直結した改札口の使用を開始する。
- 2010年（平成22年）
  - 5月 - エアポート急行の停車に備え、ホーム有効長を8両編成対応に延長。
  - 5月16日 - ダイヤ改正により新設されたエアポート急行の停車駅となる。これは東日本旅客鉄道横浜線から東神奈川駅乗換での利用を狙ったと見られている[3]。
- 2020年（令和2年）3月14日 - 京急東神奈川駅に改称し[4]、副駅名に旧駅名 仲木戸が追加される[5][6]。
- 2022年（令和4年）7月2日 - ホームドアの使用を開始[7]。

### 駅名の由来
旧駅名の「仲木戸」は、江戸時代この近辺に「神奈川御殿」と呼ばれていた将軍の宿泊施設があり、木の門を設けて警護していた。そのためこの一帯が「仲木戸」と呼ばれていたことに由来している。
改称にあたっては前述の東神奈川駅と隣接していながら、駅名が異なることで乗り換え可能駅として旅客から十分に認知されていないことから、「京急」を冠した上で同駅名とし、乗り間違いを防ぎつつ利便性を高めたものとされているが、新横浜駅近くにある横浜国際総合競技場へ向かう客のことも考えていたという。

## 駅構造
相対式ホーム2面2線を有する盛土上の高架駅であり、有効長は8両である。駅舎は2番線ホーム側の地上部に設置されている。改札口は地上部と2番線ホームの横浜方にある。2番線ホームの改札口はペデストリアンデッキに直結している。
かつて待避設備を有していた名残でホームは幅が広い。

### のりば
| 番線 | 路線 | 方向 | 行先                    |
| ---- | ---- | ---- | ----------------------- |
| 1    | 本線 | 下り | 横浜・三浦海岸方面      |
| 2    | 本線 | 上り | 羽田空港方面 / 品川方面 |

1番線へはいずれの改札口を利用するにも、1番線側・2番線側の双方で階段またはエレベーターを経由する必要がある。
1番線と2番線との連絡通路は地上より若干高くなったところにある。
駅員が常駐するのは、ペデストリアンデッキと直結する二階の改札口のみである。

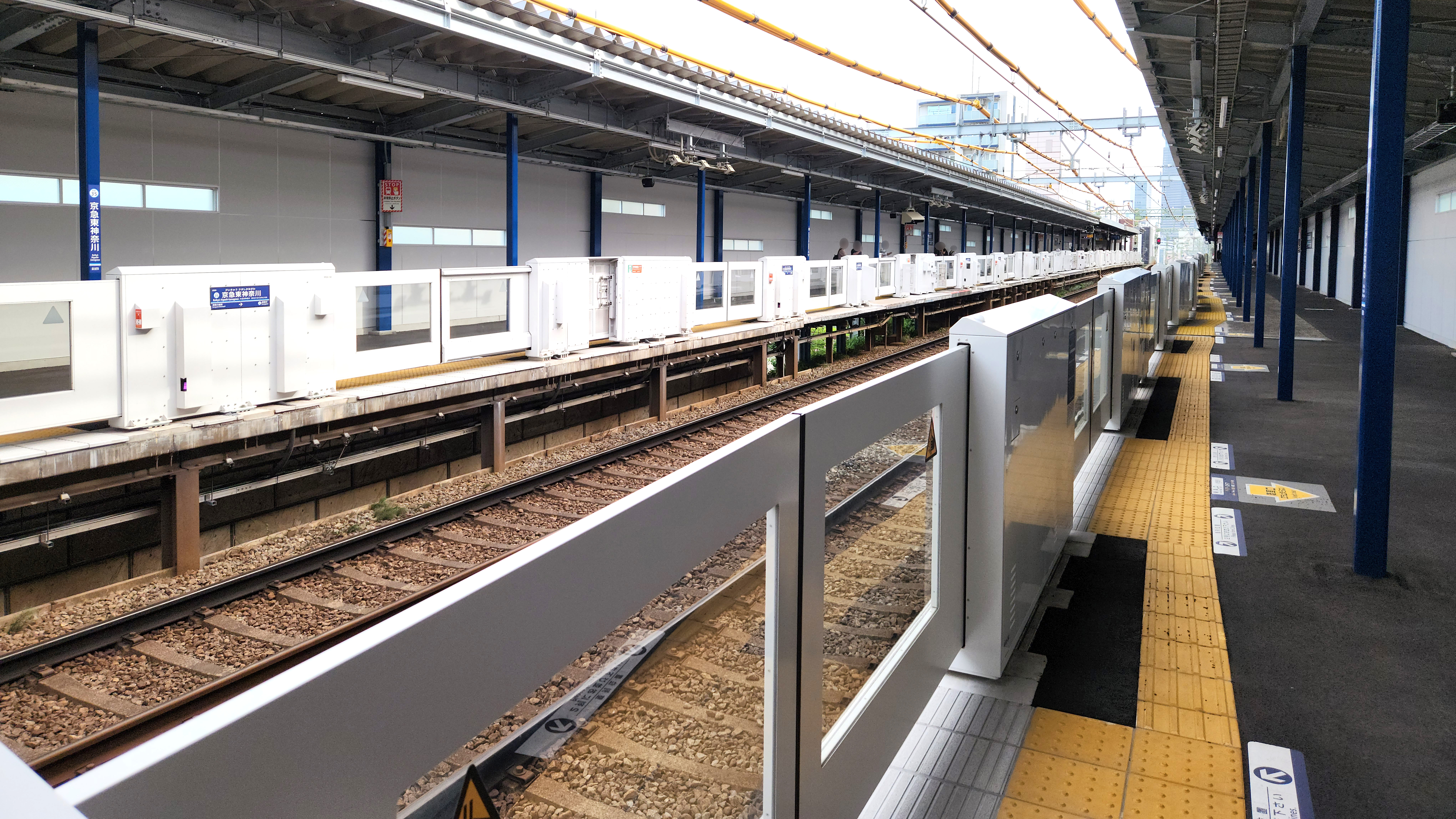
ホーム（2023年7月）
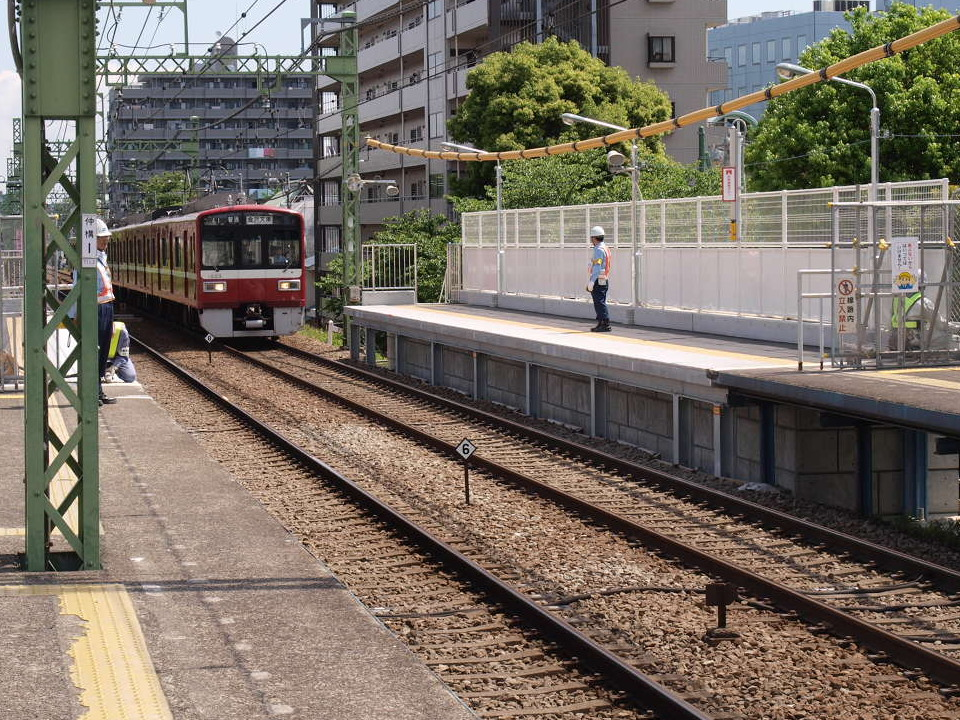
延長工事中のホーム（2010年5月）
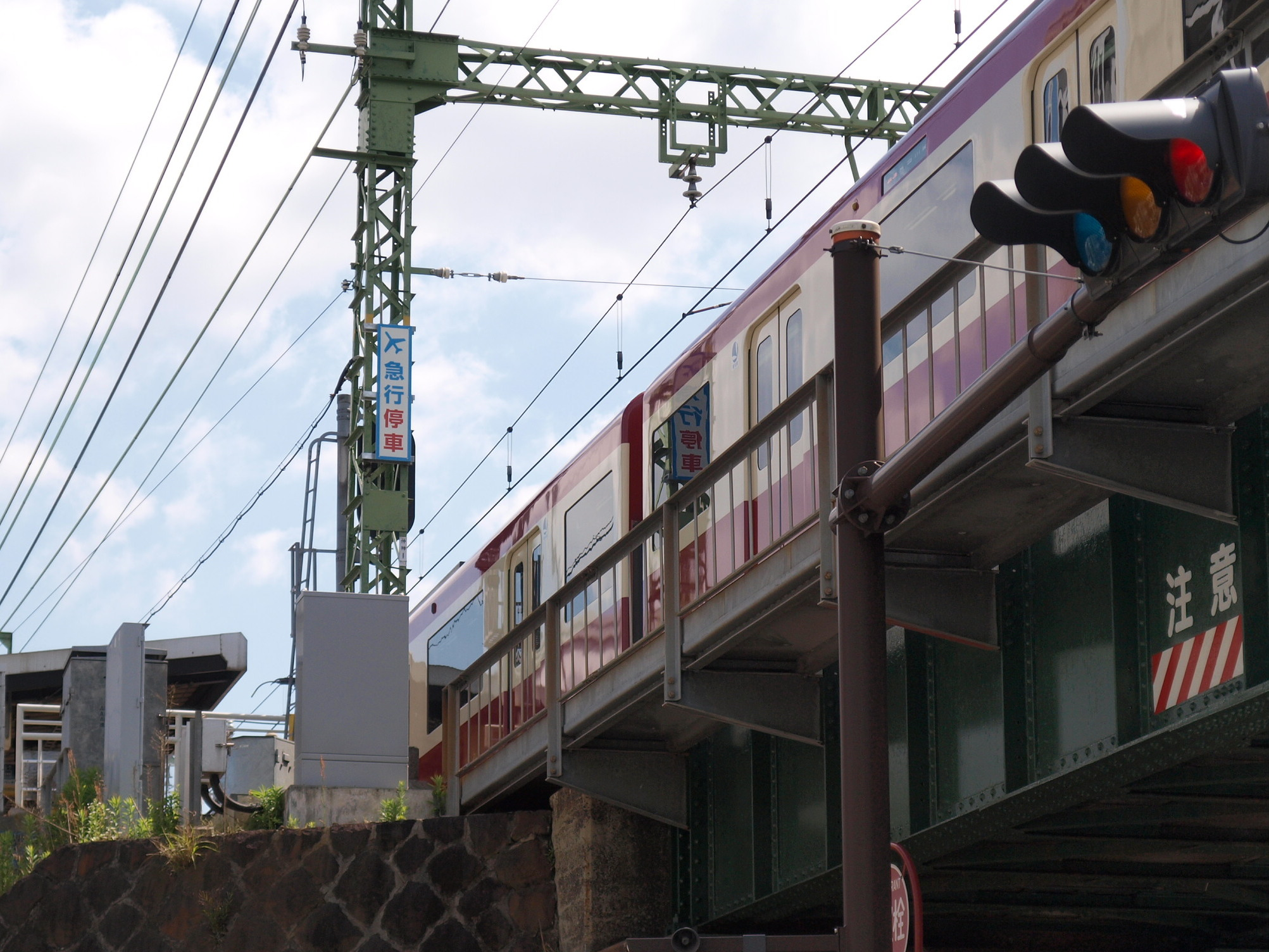
エアポート急行停車標識（2010年5月）
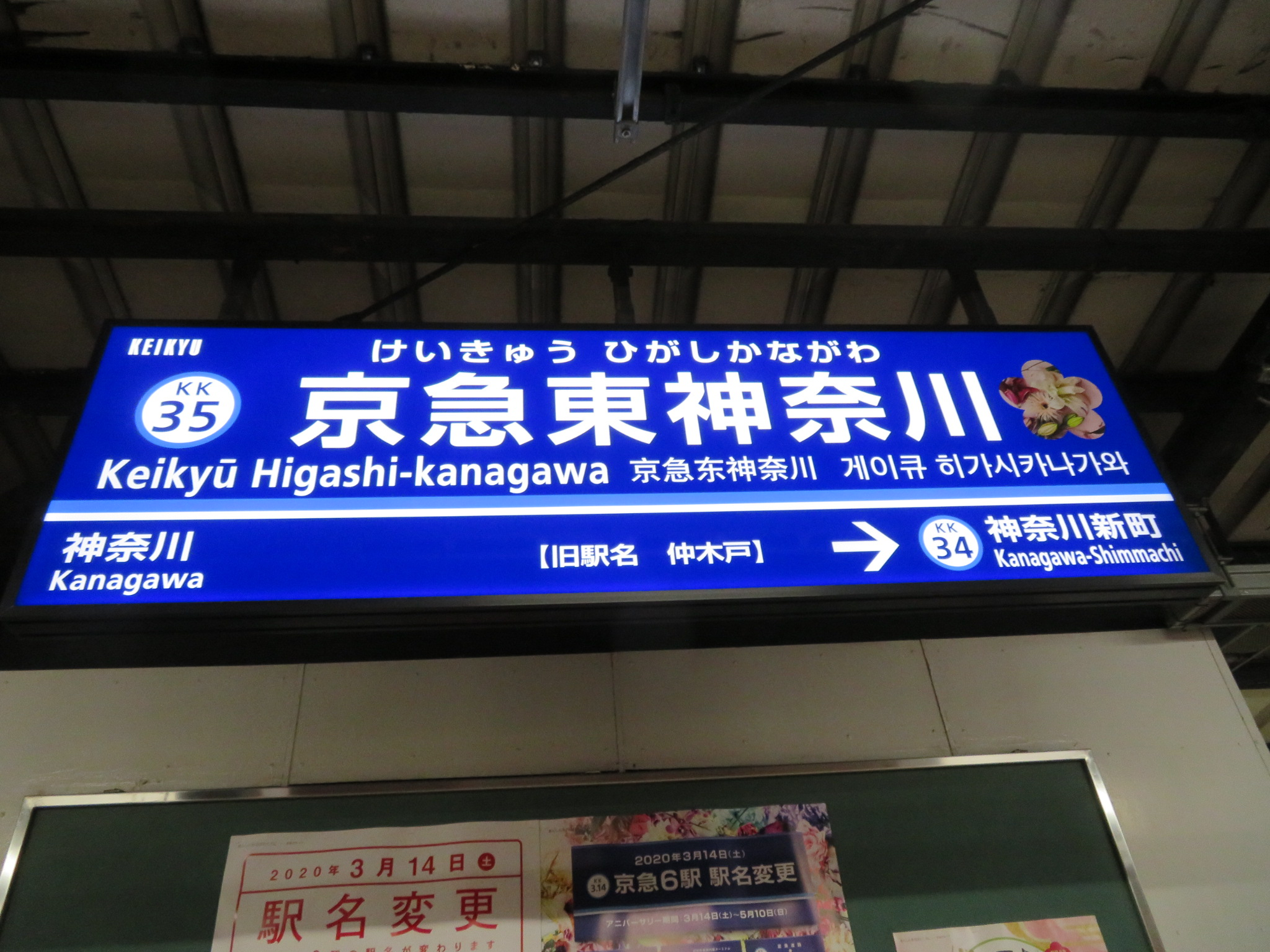
駅名標（2020年3月）
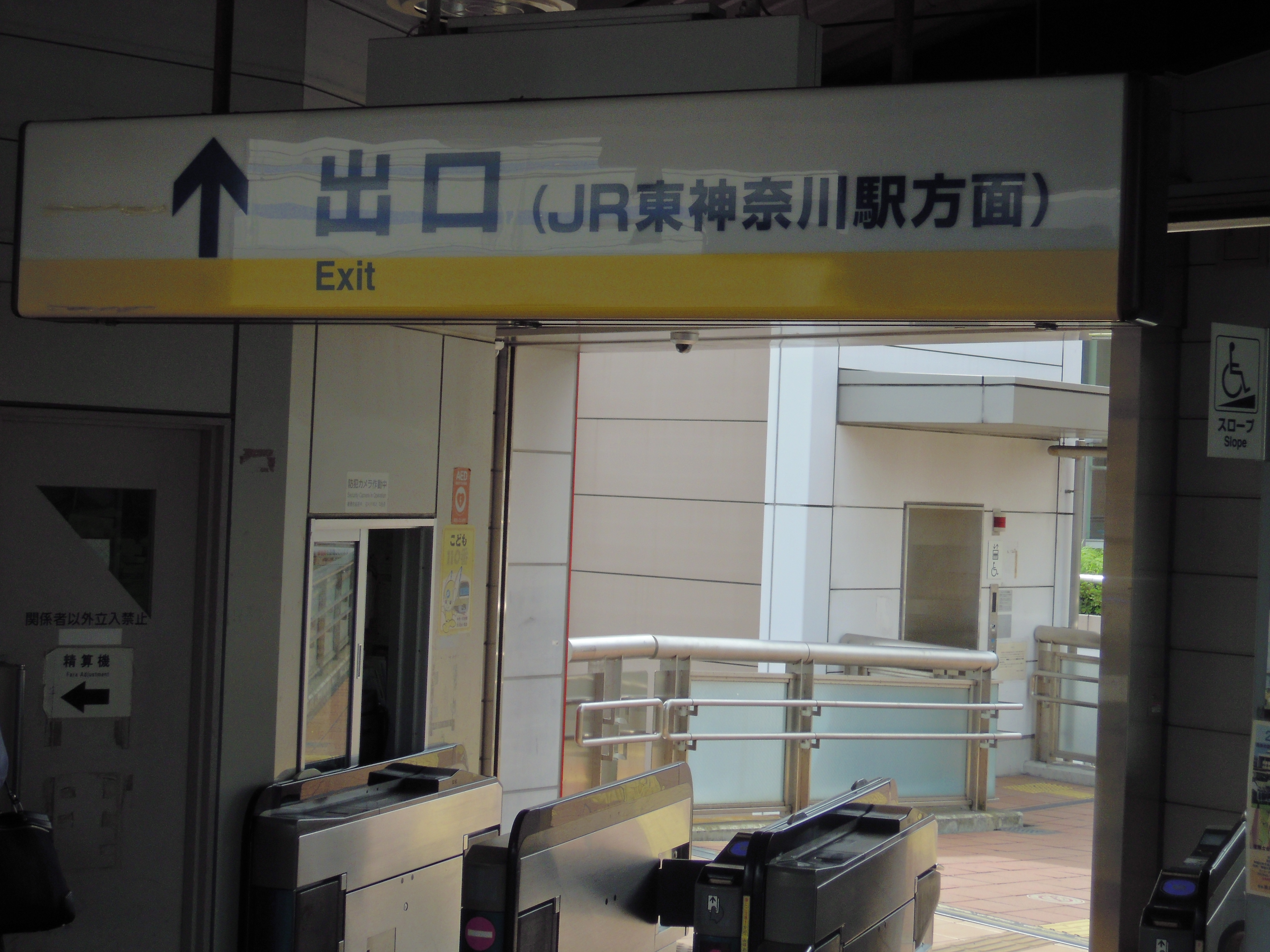
2番線ホーム端の改札口（2012年7月）
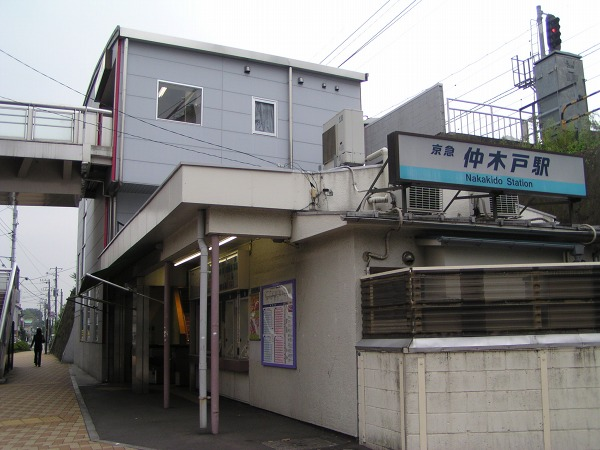
改良前の駅舎（2005年11月）

## 利用状況
横浜市統計書によると2023年度の1日平均乗降人員は22,354人（乗車人員：11,268人、降車人員：11,086人）である。
2022年度の1日平均乗降人員は21,471人であり、京急線全72駅中26位。近年は利用者数が増加傾向にある。
近年の1日平均乗降人員と乗車人員の推移は下表の通り。
| 年度               | 1日平均 乗降人員 | 1日平均 乗車人員 | 出典       |
| ------------------ | ---------------- | ---------------- | ---------- |
| 1980年（昭和55年） |                  | 4,729            |            |
| 1981年（昭和56年） |                  | 4,901            |            |
| 1982年（昭和57年） |                  | 4,967            |            |
| 1983年（昭和58年） |                  | 6,653            |            |
| 1984年（昭和59年） |                  | 4,808            |            |
| 1985年（昭和60年） |                  | 4,471            |            |
| 1986年（昭和61年） |                  | 4,455            |            |
| 1987年（昭和62年） |                  | 4,475            |            |
| 1988年（昭和63年） |                  | 4,422            |            |
| 1989年（平成元年） |                  | 4,384            |            |
| 1990年（平成02年） |                  | 4,425            |            |
| 1991年（平成03年） |                  | 4,391            |            |
| 1992年（平成04年） |                  | 4,195            |            |
| 1993年（平成05年） |                  | 4,011            |            |
| 1994年（平成06年） |                  | 3,937            |            |
| 1995年（平成07年） |                  | 3,645            | [ * 1 ]    |
| 1996年（平成08年） |                  | 3,471            |            |
| 1997年（平成09年） |                  | 3,424            |            |
| 1998年（平成10年） |                  | 3,482            | [ * 2 ]    |
| 1999年（平成11年） |                  | 3,589            | [ * 3 ]    |
| 2000年（平成12年） | 7,701            | 3,987            | [ * 3 ]    |
| 2001年（平成13年） | 8,323            | 4,290            | [ * 4 ]    |
| 2002年（平成14年） | 9,072            | 4,701            | [ * 5 ]    |
| 2003年（平成15年） | 10,578           | 5,586            | [ * 6 ]    |
| 2004年（平成16年） | 11,972           | 6,340            | [ * 7 ]    |
| 2005年（平成17年） | 12,838           | 6,799            | [ * 8 ]    |
| 2006年（平成18年） | 13,424           | 7,045            | [ * 9 ]    |
| 2007年（平成19年） | 13,902           | 7,177            | [ * 10 ]   |
| 2008年（平成20年） | 15,457           | 7,696            | [ * 11 ]   |
| 2009年（平成21年） | 15,915           | 7,929            | [ * 12 ]   |
| 2010年（平成22年） | 16,910           | 8,436            | [ * 13 ]   |
| 2011年（平成23年） | 17,728           | 8,858            | [ * 14 ]   |
| 2012年（平成24年） | 18,692           | 9,355            | [ * 15 ]   |
| 2013年（平成25年） | 20,325           | 10,163           | [ * 16 ]   |
| 2014年（平成26年） | 20,818           | 10,429           | [ * 17 ]   |
| 2015年（平成27年） | 21,904           | 10,997           | [ * 18 ]   |
| 2016年（平成28年） | 22,556           | 11,331           | [ * 19 ]   |
| 2017年（平成29年） | 22,996           | 11,547           | [ * 20 ]   |
| 2018年（平成30年） | 23,567           | 11,824           | [ * 21 ]   |
| 2019年（令和元年） | 23,821           | 11,907           | [ * 22 ]   |
| 2020年（令和02年） | 18,022           |                  | [ 京急 2 ] |
| 2021年（令和03年） | 19,488           |                  | [ 京急 3 ] |
| 2022年（令和04年） | 21,471           |                  | [ 京急 1 ] |

## 駅周辺
駅の二階から出ると東日本旅客鉄道（JR東日本）京浜東北線・横浜線の東神奈川駅と連絡するペデストリアンデッキ「かなっくウォーク」がある。屋根はないが東神奈川駅まで数十メートルであり、容易に乗り換えが可能である。かつて連絡運輸は存在しなかったが、2008年3月15日より定期券に限り連絡運輸を開始した。なお、最終列車の接続待ちは相互に行っていない（当駅構内にその旨の注意書きがある）。

### 周辺施設
- かなっくシティ
  - かなっくホール
  - かなっくシティ東部療育ビル
- 横浜市立神奈川小学校
- かながわ保育園
- 神奈川警察署東神奈川駅前交番
- 東神奈川駅前郵便局
- CIAL PLAT（東神奈川駅ビルに2009年10月7日開業）
- 神奈川県神奈川警察署
- 成仏寺
- 国道15号（第一京浜）
- 首都高速道路横羽線東神奈川出入口
- 東海プラザ
- 神奈川公会堂
- 神奈川図書館
- 神奈川区総合庁舎
  - 横浜市神奈川区役所
  - 横浜市神奈川消防署
- 神奈川簡易裁判所
- 神奈川区検察庁
- 横浜西神奈川郵便局
- 北陸銀行横浜支店
- 孝道山（孝道教団）
- 反町公園[注 1]
- 済生会東神奈川リハビリテーション病院[注 2]
- 済生会神奈川県病院
- 国道1号（第二京浜）・神奈川県道12号横浜上麻生線・横浜新道
- 東急東横線東白楽駅
- 神奈川県立神奈川工業高等学校
- 神奈川県立神奈川総合高等学校
- 大原学園横浜校[注 1]
- スシロー 東神奈川店

## 隣の駅
京浜急行電鉄
 本線
■快特・■特急
通過
■急行
神奈川新町駅 (KK34) - 京急東神奈川駅 (KK35)  - 横浜駅 (KK37)
■普通
神奈川新町駅 (KK34) - 京急東神奈川駅 (KK35)  - 神奈川駅 (KK36)